# Gyrodontichneumon birmanicus
Gyrodontichneumon birmanicus là một loài tò vò trong họ Ichneumonidae.